# Krvavý diamant
Konfliktní diamant (často uváděno i jako krvavý diamant) je podle definice OSN takový diamant, který pochází z oblasti kontrolované silami nebo frakcemi bojujícími proti legitimní a mezinárodně uznávané vládě a používaný k financování vojenských akcí proti legitimní vládě. Označují se tak diamanty vytěžené ve válečné zóně nebo v oblasti ovládané vzbouřenci, kteří z jejich prodeje financují zbraně. Někdy se jim říká také konfliktní. Diamanty léta sponzorovaly války v těchto afrických zemích: Angola, Sierra Leone, Demokratická republika Kongo, Libérie, Pobřeží slonoviny či Republika Kongo. Zemřely přitom miliony lidí.

## Opatření proti Krvavým diamantům
V prosinci 2000 Valné shromáždění OSN uznalo roli surových diamantů v prohlubování konfliktů, konkrétně oblastech v Africe a spojení mezi prodejem nelegálních diamantů a oblastech postižených válkou. S ohledem na toto rozhodnutí se země, které odebírají diamanty z Afriky, rozhodly být opatrnější s ohledem na možnost nezákonného obchodu. Pak byly zavedeny i mezinárodní sankce. Mimo ně si jednotlivé státy vytvořily vlastní metody a postupy k omezení obchodování s krvavými diamanty.

### Kimberleyský systém certifikace (KSC)
Je soubor opatření zavedených mezinárodního společenství v úsilí zastavit těžbu a obchod s konfliktními diamanty. Hlavním cílem Kimberleyského systému certifikace má být stanoven minimální požadavek pro jakoukoli přepravu diamantů na celém světě. Tento minimální požadavek se týká certifikačního programu pro dovoz a vývoz surových diamantů. Osvědčení o původu zboží je hlavním základem pro určení, zda zásilka splňuje Kimberleyský systém certifikace nebo nikoli. Tato osvědčení o původu obsahují informace týkající se místa, kde se diamant těžil. V květnu roku 2000 v Kimberley (Jižní Afrika) proběhlo první setkání k řešení Krvavých
diamantů. OSN a občanské organizace již provedli několik studií v zemích Afriky, kde jsou války, které byly známy díky obchodu s Krvavými diamanty. Následně po těchto studií v prosinci roku 2000 OSN prokázalo svou podporu Kimberleyskému Systému Certifikace. Kimberleyský systém certifikace byl realizován v lednu 2003. Účastníci měli 6 měsíců do souladu s normami stanovenými v dokumentu. Po uběhnutí těchto 6 měsíců, byly země, které nebyly schopny dokument dodržet vyškrtnuty ze seznamu.
Avšak KSC není pouze dokument. Je to ve skutečnosti hnutí. Abychom pochopili, jak to funguje, tak vám přiblížím strukturu KSC. V čele je předseda a sekretariát. Odpovědnost předsedy KSC přechází každý rok na jiné účastníky. Sekretariát se stará o plánování schůzek a další související úkoly.
Každý rok se účastníci sejdou a zhodnotí provádění a účinky KSC. Provádění a sledování procesu KSC spadá do působnosti tří pracovních skupin.
1. Monitoring
2. Statistiky
3. Experti na diamanty

KSC má dva výbory:
- účastnický výbor (přijímá nové účastníky)
- výběrová komise (posuzuje a hodnotí kandidáty na místopředsedu)

#### KSC v praxi
2006: Písemné stanovisko na doporučení KSC – Cílem stanoviska, které bylo zveřejněno v červnu 2006, je pomoci členských zemí účinně posílit organizaci KSC, která bojuje proti Krvavým diamantům.
2011: "Téměř devět let po založení Kimberleyského procesu je smutnou pravdou, že většina zákazníků si stále nemůže být jistá, odkud jejich diamanty pocházejí a jestli nefinancují násilí nebo despotické režimy," prohlásila předsedkyně Global Witness Goochová s tím, že organizace ze schématu vystupuje. Konkrétní příklady viz I jeden ze zakladatelů KSC Ian Smillie tvrdí, že KSC nefunguje. Naopak výsledkem je často, že dochází ke smíchání pravých prověřených s těmi krvavými.

### Amnesty International a Krvavé diamanty
Národní den akce na Konfliktní diamanty – Se konal 18. září 2004. 246 aktivistů Amnesty International v 50 státech USA šli do maloobchodních prodejen s diamanty, aby provedli průzkum a za pomoci letáků se snažili informovat lid na ulicích o problematice Krvavých diamantů. Výzkum ukázal, že většina maloobchodníků se
nezajímá o problematiku Krvavých diamantů a nevydávají certifikáty o tom, že diamanty nejsou „Krvavé“. Nevědí nic o KSC ani si krizi s Krvavými diamanty neuvědomují.
Den Svatého Valentýna – Amnesty International vydala seznam nápadů, jak mohou lidé pomocí v kampani pro informovanost o krizi s Krvavými diamanty. Některé z nápadů byly: Filmové projekce filmů, pouliční divadlo, distribuce letáků atd. Také vydali diamantové nákupní průvodce, které připravily organizace Amnesty International a Global Withness, aby zajistily, že diamanty koupené na Den Sv. Valentýna nebudou právě ty „krvavé“.

## Terorismus a Krvavé diamanty
Krvavé diamanty byly součástí financování činností i teroristické sítě Al-Káida. Před útoky z 11. září teroristická skupina převedla asi 10 milionů dolarů v diamantech. Jelikož v roce 1998 byla bankovní konta sítě zablokována, hledalo se, kde Al-Káida bere neustálý přísun peněz. Nakonec se zjistilo, že Bin Ládin a jeho společníci zaměřili svou činnost na Libérii, kde byl v čele Charles Taylor. Krvavé diamanty těžené v Sierra Leone a dalších afrických zemích si častěji nacházely cestu do Libérie, kde je získávali i teroristé.
Pomocí krvavých diamantů se financuje i Hizballáh. Izrael se proto snažil přerušit spojení mezi Libanonem a Sierrou Leone.
Kromě těchto známých teroristických organizací užívali krvavé diamanty i další zločinci, kteří se zdržovali v Libérii a vyměňovali zbraně za diamanty. Například Viktor But, který byl jeden z nejhorších nelegálních obchodníků se zbraněmi. Pak také Leonid Minin, ukrajinský překupník zbraní.

## Angola a Krvavé diamanty
Typickým příkladem je Angola – válka tam skončila v roce 2002, tamní diamanty jsou ale stále potřísněné krví, upozornil list The Wall Street Journal. Pracovníky dolů nezřídka bijí a občas i zabíjejí vojáci a členové ochranek.

## Pobřeží slonoviny a Krvavé diamanty
Oficiálně jsou krvavé diamanty už jen v Pobřeží slonoviny, které se dosud nevzpamatovalo z občanské války. Vláda stále nemá pod kontrolou sever země a rebelové, kteří si říkají Forces Nouvelles, za minerály propašované do sousedních zemí nakupují, jak jinak, zbraně.

## Zimbabwe a "Konfliktní" diamanty
Diamanty ze Zimbabwe nejsou považovány za krvavé diamanty dle KSC. V červnu 2010 souhlasil KSC s tím, že diamanty z naleziště v Marange mohou být prodány na mezinárodním trhu. Občanská válka v Zimbabwe není a tamní diamanty tedy nelze jednoduše označit za konfliktní.
2008 – 2010: Začalo to na podzim 2008, kdy se nad dolem objevily armádní helikoptéry a začaly do dolu střílet. "Vojáci ve vrtulnících na nás začali pálit ostrou munici a slzný plyn. Všichni jsme přestali kutat a běželi jsme se schovat do kopců," popsal jeden z pracovníků dolu. V diamantových polích v zimbabwské oblasti Marange nutí vojáci od rána do noci hledat drahocenné minerály dospělé i děti, upozornila organizace Human Rights Watch. Zimbabwané pracují často bez jídla a přestávek, které prý nezřídka nahrazuje mučení, bití a výjimkou nejsou vraždy. Minerály ze Zimbabwe vyvážejí pašeráci přes Mosambik a JAR, tvrdila televize BBC. Pak putují do Dubaje nebo Libanonu, kde se smíchají s kameny z legitimních zdrojů.
2012: Global Witness šetření odhalilo tajné vazby mezi diamanty Zimbabwe a porušováním lidských práv. V roce 2012 společnost Global Witness odhalila, že obchodník z Hongkongu, Sam Pa, dostal v Zimbabwe diamanty a další obchodní příležitosti za financování tajné policie Zimbabwe, centrální zpravodajské organizace (CIO).Sam Pa a Sino Zimbabwe Development (Pvt) Ltd byly sankcionováni stran U.S Department of the Treasury’s Officer of Foreign Assets Control (OFAC) 14. dubna 2014 v souvislosti s jejich rolí týkající se podrývání demokracie a korupce v Zimbabwe.
2017: Global Witness zjistil, že Centrální zpravodajská organizace CIO – nejobávanější zpravodajská služba Zimbabwe – drží tajný podíl akcií v těžební společnosti na diamanty s názvem Kusena Diamonds. Bývalý ředitel CIO Happyton Bonyongwe potvrdil tento tajný zdroj financování před Vyšetřovací komisí.
Poznámka:
Původ diamantu se dá zjistit jen v nevybroušeném stavu, po vybroušení již nikoliv